# Renacimiento (1907)
Renacimiento fue una revista modernista publicada a lo largo de 1907 en Madrid.

## Descripción
El primer número de la revista, editada en Madrid y dirigida por Gregorio Martínez Sierra, salió en marzo de 1907. En las páginas de Renacimiento, vinculada al modernismo, se incluyeron numerosas traducciones de autores europeos relacionados con el simbolismo y el decadentismo. Cesó en diciembre de 1907, con la publicación de su décimo número.
En 2003 la editorial Renacimiento publicó una edición facsímil de la revista, prologada por Luis García Montero, y 2012 vería la luz la monografía La revista «Renacimiento» (1907). Una contribución al programa ético y estético del Modernismo hispánico, de Inmaculada Rodríguez Moranta.